# Pięcioksiąg przygód Sokolego Oka

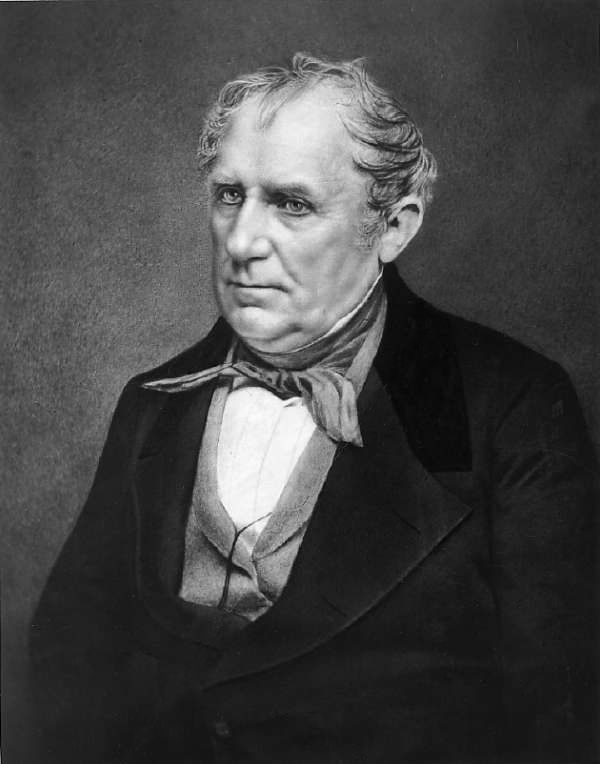
James Fenimore Cooper

Pięcioksiąg przygód Sokolego Oka lub Opowieści Skórzanej Pończochy (ang. Leatherstocking Tales) – cykl pięciu powieści przygodowo-historycznych stworzonych w latach 1827–1841 przez amerykańskiego pisarza Jamesa Fenimore’a Coopera. Ich akcja rozgrywa się w drugiej połowie XVIII wieku w Ameryce Północnej, wśród pionierów i Indian. Ich głównym bohaterem jest traper i myśliwy zwany Sokolim Okiem, biały człowiek wychowany przez Indian. Utwory te to romantyczny i idealistyczny obraz osiemnastowiecznych kresów Ameryki Północnej i zamieszkujących je Indian i osadników. Cechują je barwne opisy przyrody, wartka i pełna napięcia akcja, mocno zarysowane sylwetki głównych bohaterów.
Pięcioksiąg w kolejności według chronologii akcji tworzą: Pogromca zwierząt, Ostatni Mohikanin, Tropiciel śladów, Pionierowie i Preria. Wysoko oceniane przez współczesnych i wciąż popularne, stanowią one żywy do dziś wzór przygodowej powieści indiańskiej.
Powieści te od blisko dwustu lat są publikowane na całym świecie. Kilka z nich zostało sfilmowanych. Najpopularniejszym tomem cyklu jest wielokrotnie filmowana powieść Ostatni Mohikanin.

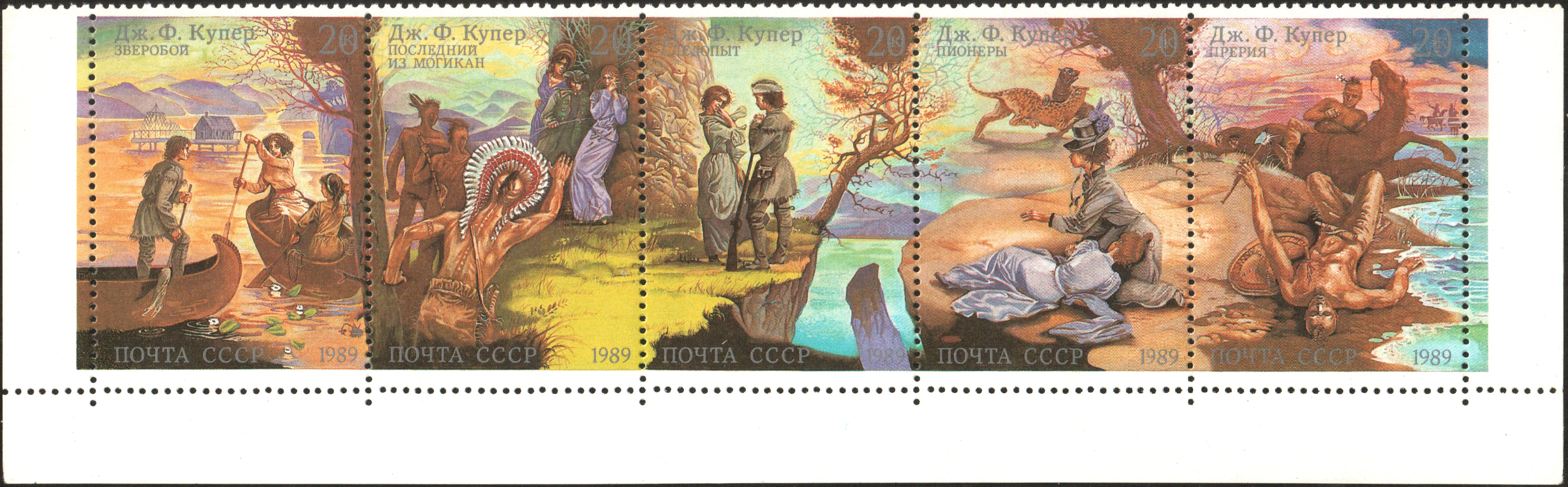
Pięcioksiąg przygód Sokolego Oka na serii znaczków poczty ZSRR z 1989

## W Polsce
Pierwsza powieść z cyklu ukazała się w Polsce w 1830 roku. Był to drugi w serii Ostatni Mohikanin, który w polskim przekładzie otrzymał tytuł Ostatni Mohikan. Powieść historyczna z roku 1757. Od tamtej pory, z różnym natężeniem publikowane są poszczególne tomy serii. Po raz pierwszy jako całość (w pięciu tomach z jednolitą szatą graficzną) cykl zaprezentowało wydawnictwo Iskry w latach 1958–1961.
Poszczególne tomy serii (polskie tytuły i podtytuły według edycji krajowych)
| Tytuł                                        | Podtytuł                                               | Okres akcji     | Data pierwszego wydania na świecie (i w Polsce) |
| -------------------------------------------- | ------------------------------------------------------ | --------------- | ----------------------------------------------- |
| Pogromca zwierząt (The Deerslayer)           | Pierwsza ścieżka wojenna (The First Warpath)           | 1740-1755       | 1841 (1924)                                     |
| Ostatni Mohikanin (The Last of the Mohicans) | Opowieść o 1757 (A Narrative of 1757)                  | 1757            | 1826 (1830)                                     |
| Tropiciel śladów (The Pathfinder)            | – (The Inland Sea)                                     | l. 50. XVIII w. | 1840 (1928)                                     |
| Pionierowie (The Pioneers)                   | – (The Sources of the Susquehanna; A Descriptive Tale) | 1793            | 1823 (1929)                                     |
| Preria (The Prairie)                         | Opowieść (A Tale)                                      | 1804            | 1827 (1834)                                     |

Trudno dzisiaj dociec czym kierowali się pierwsi tłumacze pięcioksięgu, nadając głównemu bohaterowi przydomek „Sokole Oko”. W powieściach Jamesa F. Coopera fikcyjny traper, wychowany wśród Indian Nathaniel „Natty” Bumppo, występuje pod kilkoma przydomkami, między innymi Hawkeye, czyli „Jastrzębie Oko”. Podobnie niezgodnie z oryginałem przetłumaczono tytuł całego pięcioksięgu: Leatherstocking Tales („Opowieści Skórzanej Pończochy”) oraz tytuł pierwszego tomu: Deerslayer – „Łowca (lub zabójca) jeleni”.